# Симеон Клинчарски
Симеон Георгиев Клинчарски, известен като Кочански и Балкански, е български революционер, войвода на Вътрешната македоно-одринска революционна организация и Вътрешната македонска революционна организация.

## Биография
Роден е в 1866 година или в 1879 година в Клинчарската махала на кочанското село Пресека, тогава в Османската империя, днес в Северна Македония. Влиза във ВМОРО в 1897 година. През 1903 година е четник при Христо Чернопеев. През 1904-1905 година е в четата на Кръстьо Българията. След 1907 година до 1912 е самостоятелен войвода в Кочанско, в която секретар за известно време е Тодор Александров. На 1 февруари 1910 е направен неуспешен опит за убийството му в Пресека. На 29 октомври военен патрул засича в Пресека Симеон Клинчарски с един негов четник и при започналата престрелка четникът загива, а войводата успява да се спаси.
| Чета на Симеон Клинчарски, 17 септември 1907 година | Чета на Симеон Клинчарски, 17 септември 1907 година | Чета на Симеон Клинчарски, 17 септември 1907 година | Чета на Симеон Клинчарски, 17 септември 1907 година | Чета на Симеон Клинчарски, 17 септември 1907 година |
| Номер                                               | Име                                                 | Селище                                              | Околия                                              | Забележка                                           |
| --------------------------------------------------- | --------------------------------------------------- | --------------------------------------------------- | --------------------------------------------------- | --------------------------------------------------- |
| 1.                                                  | Симеон Георгиев                                     | Пресека                                             | Кочанска                                            |                                                     |
| 2.                                                  | Христо Атанасов                                     | Речани                                              | Кочанска                                            |                                                     |
| 3.                                                  | Теодос Божинов                                      | Нивичани                                            | Кочанска                                            |                                                     |
| 4.                                                  | Михаил Николов                                      | Болград                                             | Бесарабия                                           |                                                     |
| 5.                                                  | Димитър Христов                                     | София                                               |                                                     |                                                     |
| 6.                                                  | Александър Тренд.                                   | Салапица                                            | Пловдивска                                          |                                                     |
| 7.                                                  | Божин Андонов                                       | Тракане                                             | Кочанска                                            | [ 6 ]                                               |

При избухването на Балканската война в 1912 година е войвода на Кочанската партизанска чета №35 на Македоно-одринското опълчение, по-късно е начело на Кочанската чета, служи в 13 кукушка дружина, в щаба на 3 бригада на МОО, а през Междусъюзническата война е в Сборната партизанска рота. Награден е с орден „За храброст“ IV степен.
| Чета № 35 на МОО на Симеон Георгиев (Владимир Хаджиниколов) | Чета № 35 на МОО на Симеон Георгиев (Владимир Хаджиниколов) | Чета № 35 на МОО на Симеон Георгиев (Владимир Хаджиниколов) | Чета № 35 на МОО на Симеон Георгиев (Владимир Хаджиниколов) | Чета № 35 на МОО на Симеон Георгиев (Владимир Хаджиниколов) | Чета № 35 на МОО на Симеон Георгиев (Владимир Хаджиниколов) |
| Номер                                                       | Име                                                         | Години                                                      | Околия                                                      | Селище                                                      | Бележка                                                     |
| ----------------------------------------------------------- | ----------------------------------------------------------- | ----------------------------------------------------------- | ----------------------------------------------------------- | ----------------------------------------------------------- | ----------------------------------------------------------- |
|                                                             | Васил Велинов Златев                                        | 39                                                          | Кочанско                                                    | Цера                                                        |                                                             |
|                                                             | Владимир Хаджиниколов                                       | 34                                                          | Кочанско                                                    | Кочани                                                      |                                                             |
|                                                             | Гаврил Митов Спасов                                         | 30                                                          | Кочанско                                                    | Пресека                                                     | орден „За храброст“ IV степен                               |
|                                                             | Григор Трифонов Гоцев                                       | 37                                                          | Кочанско                                                    | Зърновци                                                    |                                                             |
|                                                             | Димитър Велинов Златев                                      | 33 (34)                                                     | Кочанско                                                    | Цера                                                        |                                                             |
|                                                             | Иван Анастасов                                              | 40 (50)                                                     | Кочанско                                                    | Моянци                                                      |                                                             |
|                                                             | Илия (Ильо) Миладинов                                       | 27                                                          | Кочанско                                                    | Пресека                                                     | орден „За храброст“ IV степен                               |
|                                                             | Мито Михайлов                                               |                                                             | Драмско                                                     | Чаталджа                                                    |                                                             |
|                                                             | Михаил Атанасов                                             | 25                                                          | Чаталджанско                                                | Чанакчиево                                                  |                                                             |
|                                                             | Мише Кръстев                                                | 20                                                          | Кочанско                                                    | Полаки                                                      |                                                             |
|                                                             | Саздо Попиванов                                             |                                                             | Кочанско                                                    | Кочани                                                      |                                                             |
|                                                             | Петруш Подлъчки                                             |                                                             | Кочанско                                                    | Долни Подлог                                                |                                                             |
|                                                             | Христо Хаджиандонов                                         |                                                             | Кочанско                                                    | Кочани                                                      |                                                             |

След Междусъюзвническата война продължава да действа в Кочанско със своята чета. Четник при него е Йордан Мишов.
| Кочанска чета на Симеон Георгиев, 1914 година | Кочанска чета на Симеон Георгиев, 1914 година | Кочанска чета на Симеон Георгиев, 1914 година | Кочанска чета на Симеон Георгиев, 1914 година | Кочанска чета на Симеон Георгиев, 1914 година |
| Номер                                         | Име                                           | Селище                                        | Околия                                        | Забележка                                     |
| --------------------------------------------- | --------------------------------------------- | --------------------------------------------- | --------------------------------------------- | --------------------------------------------- |
| 1.                                            | Симеон Георгиев Клинчарски                    | Пресека                                       | Кочанско                                      |                                               |
| 2.                                            | Йордан Хаджиниколов                           | Кочани                                        | Кочанско                                      |                                               |
| 3.                                            | Харалампи Атанасов                            |                                               |                                               |                                               |
| 4.                                            | Тодор Данаилов                                |                                               |                                               |                                               |
| 5.                                            | Коце Михайлов                                 | Щип                                           | Щипско                                        |                                               |
| 6.                                            | Щилян Златев                                  | Карнобат                                      | Карнобатско                                   |                                               |
| 7.                                            | Миле Стоянов                                  | Куманово                                      | Кумановско                                    |                                               |
| 8.                                            | Христо Петрев                                 | Дълги дел                                     | Кочанско                                      |                                               |
| 9.                                            | Петре Атанасов                                | Полаки                                        | Кочанско                                      |                                               |
| 10.                                           | Иван Стоянов                                  | Ямища                                         | Кратовско                                     |                                               |
| 11.                                           | Лазо Михал                                    | Оризари                                       | Кочанско                                      |                                               |
| 12.                                           | Зашо Наумов                                   | Оризари                                       | Кочанско                                      |                                               |
| 13.                                           | Христо Димитров                               | Царево село                                   | Царевоселско                                  |                                               |
| 14.                                           | Зафир Георгиев                                | Царево село                                   | Царевоселско                                  |                                               |
| 15.                                           | Георги Антонов Попов                          | Царево село                                   | Царевоселско                                  |                                               |
| 16.                                           | Злате Иванов                                  | Царево село                                   | Царевоселско                                  |                                               |
| 17.                                           | Васил Велинов                                 | Цера                                          | Кочанско                                      |                                               |
| 18.                                           | Лазар Сребренов                               | Полаки                                        | Кочанско                                      |                                               |
| 19.                                           | Марко Колев                                   | Кървачко                                      | Кратовско                                     |                                               |
| 20.                                           | Тодор Стоянов                                 | Койково                                       | Кратовско                                     |                                               |
| 21.                                           | Глигор Цветков                                | Емирица                                       | Кратовско                                     |                                               |
| 22.                                           | Георги Велков                                 | Койково                                       | Кратовско                                     |                                               |
| 23.                                           | Гаврил Митов                                  |                                               |                                               |                                               |
| 24.                                           | Яче                                           |                                               |                                               |                                               |

| Допълнително временна чета на Симеон Георгиев, 2 септември 1915 година | Допълнително временна чета на Симеон Георгиев, 2 септември 1915 година | Допълнително временна чета на Симеон Георгиев, 2 септември 1915 година | Допълнително временна чета на Симеон Георгиев, 2 септември 1915 година | Допълнително временна чета на Симеон Георгиев, 2 септември 1915 година |
| Номер                                                                  | Име                                                                    | Селище                                                                 | Околия                                                                 | Забележка                                                              |
| ---------------------------------------------------------------------- | ---------------------------------------------------------------------- | ---------------------------------------------------------------------- | ---------------------------------------------------------------------- | ---------------------------------------------------------------------- |
| 1.                                                                     | Йордан Илиев                                                           | Чуриляк                                                                | Кочанско                                                               |                                                                        |
| 2.                                                                     | Гаврил Митов                                                           | Пресека                                                                | Кочанско                                                               |                                                                        |
| 3.                                                                     | Яне Велинов                                                            | Цера                                                                   | Кочанско                                                               |                                                                        |
| 4.                                                                     | Ильо Миладинов                                                         | Пресека                                                                | Кочанско                                                               |                                                                        |
| 5.                                                                     | Иван Арсов                                                             | Бели                                                                   | Кочанско                                                               |                                                                        |
| 6.                                                                     | Ефтим Стоянов                                                          | Гърдовци                                                               | Кочанско                                                               |                                                                        |
| 7.                                                                     | Васе Велинов                                                           | Цера                                                                   | Кочанско                                                               |                                                                        |

При намесата на България в Първата световна война през ноември 1915 година четата на Симеон Георгиев става кочански партизански взод към Партизанския отряд на Единадесета пехотна македонска дивизия. Взводът на старши подофицер Георгиев води боеве по Осогово до връх Калиманица и между Султан тепе и Градец планина и допринася за пленяването на няколко сръбски оръдия. Включен е в състава на Четническата рота, взела участие във военния парад в Ниш на 5 януари 1916 г., на който присъства германският император Вилхелм II. Симеон Георгиев е сред наградените от кайзера с германски орден „За военни заслуги“ на военна лента.
След войната се установява в Кюстендил и става помощник на пунктовия началник на ВМРО в града. Клинчарски е едно от най-доверените лица на Тодор Александров и действа източно от река Вардар.
Клинчарски става жертва на опитите на правителството на Александър Стамболийски да преустанови прехвърлянето на български чети във Вардарска Македония. Подозиран, че координира тази дейност в Кюстендил, Клинчарски е арестуван на 29 юни 1921 година по заповед на военния министър Александър Димитров. При ареста у него са открити документи, които по-късно го свързват с извършеното на предния ден в София убийство на Гьорче Петров. В спомените си Иван Михайлов пише, че следователите Стойче Добрев и Христо Даскалов от Смилево отвеждат Симеон Клинчарски в село Жиленци, Кюстендилско, където го убиват по заповед на Александър Димитров. Според друга версия той умира по време на изтезания в полицията, след което тялото му е изхвърлено при Жиленци.
За отмъщение няколко месеца по-късно Александър Димитров е убит от дейци на ВМРО. Убийците на Клинчарски бягат в Сърбия – Добрев застава начело на сръбска контрачета, а Даскалов е назначен за полицейски инспектор в Битоля.